# 銀河遊戲
《銀河遊戲》是比爾·皮茨（Bill Pitts）和休·塔克（Hugh Tuck）於1971年開發的太空戰爭街機遊戲。它是1962年遊戲《太空戰爭！》的擴展版本，沿用該作玩法：以星空為背景，兩名玩家須各自操作太空船「楔形船」或「針形船」，在恆星重力穴中移動，並以有限的魚雷攻擊對方船隻。皮茨和塔克亦加入了一些修改，例如提升太空船和魚雷的速度、移除恆星及其引力場等，玩家可以自行選擇是否啟用。
《銀河遊戲》是早期投幣式電子遊戲之一。最初的原型機耗資兩萬美元打造，主要部件是數碼裝置公司的PDP-11小型计算机，以及帶有顯示器、控制桿、座椅的木製控制台。1971年11月，原型機於史丹佛大學特雷希德學生會大樓首度亮相，定價為每局10美分或每三局25美分，吸引了絡繹不絶的人群來觀看玩家對戰。由於另一款同樣改編自《太空戰爭！》的投幣式街機遊戲《電腦太空戰》在數個月之前便已向公眾展示，因此《銀河遊戲》成為了第二款付費電子遊戲。
1972年6月，皮茨和塔克製作了第二台原型機，支援在不同顯示器上同時運行四個遊戲，但礙於空間限制，它只設兩個帶有顯示器的控制台。遊戲機外殼材質屬玻璃纖維，PDP-11放在其中一個控制台內，而非單獨放置。1972年6月，新版本的《銀河遊戲》正式運作，至此兩人已耗資6.5萬美元，仍然無法使它具備商業前景。1979年，第二台原型機的顯示處理器日漸失靈，最終遭移走拆解。1997年，史丹福大學把它修復，並放置在校內電腦科學系大樓。2000年，機器被移到加利福尼亞州山景城计算机历史博物馆。2010年機器曾被館方借予Google，後來它再度回歸博物館。

## 背景

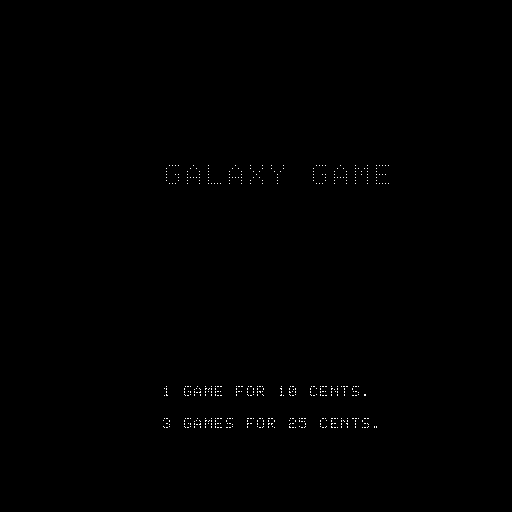
《銀河遊戲》標題畫面

20世紀70年代初，電子遊戲幾乎完全是程式設計師和有機會使用電腦的技術人員所傳播的新奇事物，範圍主要在研究機構和大型公司。《太空戰爭！》是其中一款遊戲作品，於1962年由麻省理工學院的史帝芬·羅素及程式設計社團其他成員合作開發，以數碼裝置公司PDP-1小型计算机作遊戲平台。遊戲以星空為背景，兩名玩家須各自操作太空船，在恆星重力穴中移動並射擊對方船隻。《太空戰爭！》甫推出便被複製至多家美國學術機構的迷你電腦上，成為首款在單一機構以外可以接觸得到的遊戲。這部作品在60年代的小型程式設計社團中非常流行，當時人們把它廣泛重現於迷你電腦和大型電腦上，後來更把它轉移至早期微型電腦系統。早期電腦科學家艾倫·凱在1972年曾指「只要電腦有連接至圖形顯示器，《太空戰爭！》便會自行綻放」。1981年格雷茨回想起當時的情形亦表示，隨着遊戲的早期傳播，「幾乎所有具備程控陰極射線管的研究電腦都能找到它的蹤影」。雖然遊戲在當時廣為流傳，但它的直達範圍非常有限，原因在於相比大型電腦便宜的PDP-1其售價仍需12萬美元，售出的53台電腦大多不連顯示器，餘下的則多數設於守衛森嚴的軍事設施或研究室，每分每秒都在工作，這導致初版遊戲沒法擴大受眾、只能停留在狹窄的學術範圍。開發者一度考慮將遊戲化作商品銷售，但鑑於運行它的電腦價格高昂，不得不放棄此想法。
1966年，喜愛探索蒸汽通道和建築物的史丹佛大學學生比爾·皮茨闖入了一棟大樓，發現了史丹福人工智能項目的所在地，內裏設有一台數碼裝置公司生產的PDP-6分時電腦系統，另有20台電傳打字機與之連接。上過數節電腦入門課程的皮茨對它十分著迷，於是說服了項目負責人萊斯特·厄內斯特，讓他批准自己在工餘時間使用電腦。不久後，皮茨就不再去上課，而是晚上在電腦實驗室裏與畢業生和研究生互動，並在PDP-6上玩《太空戰爭！》。皮茨經常和高中時候的朋友、加州理工州立大學學生休·塔克比賽。在1966年至1969年間舉行的某次《太空戰爭！》比賽中，塔克聲言這款遊戲的投幣版本將會非常成功。由於電腦成本高昂，根本沒可能製作投幣街機，因此他們沒有繼續這個項目。惟在1971年，當時已經畢業並在擔任PDP-10程式設計師的皮茨，得知1970年數碼裝置公司推出的PDP-11售價約為14,000美元。雖然對於有利可圖的產品來說，這個價格依然太高（當時電子遊樂場內大多遊戲的成本約為1,000美元），但皮茨和塔克認為這已經足夠低了，可以構建原型來確定興趣和每場遊戲的最佳定價。

## 玩法

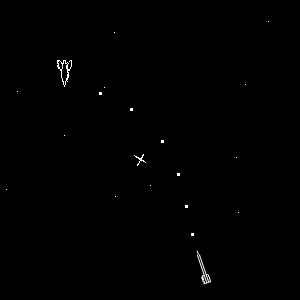
《太空戰爭！》的遊戲畫面，《銀河遊戲》的玩法與前者無異

《銀河遊戲》的玩法與《太空戰爭！》無異，同樣以星空為背景，兩名玩家須各自操作太空船「楔形船」（Wedge）或「針形船」（Needle），在恆星重力穴的二維平面上移動，同時射擊對方船隻。太空船外觀針對投幣遊戲版本而稍作修改。太空船的魚雷和燃料有限，每次矯正船體都會用掉部分燃料。另外，太空船發射的魚雷不受恆星引力影響，但每次只能發射一枚，且設有冷卻時間。太空船遵循牛頓物理學，即使玩家不加速，它仍會保持移動，也可以在沒有慣性的情況下以穩定速率旋轉。
遊玩期間玩家須嘗試擊落對方的太空船，同時避免接觸畫面中央的恆星，或者碰撞對方船隻。玩家可以在恆星附近航行以獲取重力助推，但也有誤判軌跡而墜入恆星的風險。如果太空船移動至屏幕邊緣位置，它則會在另一側以環繞效果重新出現。超空間跳躍，或稱「緊急按鈕」，是玩家的最後手段，可以令太空船在屏幕上消失數秒，再隨機出現在任一位置，藉此躲避敵方魚雷，但每次使用這項功能都會增加太空船爆炸的風險。總括而言，玩家須控制的包括太空船的順時針和逆時針旋轉、向前推進、發射魚雷、啟用超空間跳躍。《銀河遊戲》改良了原版遊戲的玩法，玩家可以選擇是否啟用一些修改，包括：提升太空船和魚雷的速度，移除恆星及其引力場或逆轉引力以遠離恒星，以及移除環繞效果。船隻的移動由控制杆操縱，而魚雷、超空間跳躍以及遊戲選項則通過按鈕面板控制。

## 開發
在決定開始製作投幣版《太空戰爭！》後，皮茨和塔克在後者家人的幫助下購入一台PDP-11並開始製作原型。二人合共花費2萬美元製作了一台可供兩位玩家遊玩的街機，就像原版遊戲一樣，並定價為每場10美分或每三場25美分，獲勝者將會獲得一場免費遊戲。他們使用了PDP-11/20版本的PDP-11（當時價值1.4萬美元），惠普1300A靜電屏幕（當時價值3,000美元），餘下資金則用於硬幣接收器、控制桿以及接線和外殼。皮茨構建電腦硬件並負責程式設計，身為機械工程師的塔克則設計封閉機櫃。影像顯示控制器由泰德·潘諾夫斯基（Ted Panofsky）製造，硬幣接收器來自自動點唱機生產商羅威國際（Rowe International），控制桿則在一家軍事用品店發現，是B-52轟炸機控制裝置的剩餘部分。遊戲代碼以史丹福大學人工智能實驗室PDP-10所運行的《太空戰爭！》版本為基礎，但增加了附加功能。
為免被反戰情緒波及，皮茨和塔克決定把產品名稱由《太空戰爭》改為《銀河遊戲》，並於1971年6月成立迷你電腦應用公司（Mini-Computer Applications）來營運即將完成的遊戲。原型機的開發耗時約三個半月。到了8月，他們順利進入開發階段，並獲史丹福大學批准將機器放在特雷希德學生會大樓作測試。此時，兩人接到诺兰·布什内尔的電話，稱自己聽說了他們的項目，並有意向他們展示自己正在進行的類似項目。
布殊內爾在60年代也曾玩過《太空戰爭！》，並想製作街機遊戲版本，但走的是截然不同的技術方向。他和泰德·达布尼最初從一台價值4,000美元的諾瓦電腦入手，兩人認為電腦功能足以同時運行多個《太空戰爭！》遊戲，可惜事與願違，因而開始研究以定制部件替換電腦硬件。他們很快便發現，雖然一台足夠便宜的通用電腦對於街機遊戲來說不夠強大，無法運行足夠數量的《太空戰爭！》來賺取利潤，但專門為運行一款遊戲而製造的電腦成本卻可以低至100美元。1971年8月，布殊內爾致電皮茨和塔克時，他和達布尼已經在史丹福附近的一家酒吧展示街機遊戲原型《電腦太空戰》，並成功說服生產商納廷聯合推出遊戲。他們很好奇皮茨和塔克做了什麼來製作具商業競爭力的遊戲版本，但當發現後者
還沒有解決這個問題時，他們鬆了一口氣，亦略感失望。
另一方面，皮茨和塔克雖然對布殊內爾的硬件印象深刻，但對遊戲本身卻不以為然。他們認為《電腦太空戰》是款單人遊戲，沒有原版遊戲的中心恆星重力穴，只是東施效顰，而自己的《銀河遊戲》則是優秀改編。1971年11月，《銀河遊戲》原型機首度亮相。機器放置於特雷希德學生會大樓二樓，通過30（100英尺）長的電纜連接至閣樓內的PDP-11，機器控制台鑲以胡桃木面板，並配有玩家座椅。首次亮相非常成功，皮茨後來更宣稱它吸引了絡繹不絶的人群來觀看玩家對戰。後來，他們短暫地在控制台上方增設第二台顯示器，以便觀眾可以更容易地觀看比賽。低廉的價格意味著他們未能收回購買PDP-11的成本，但他們對遊戲的受歡迎程度感到興奮，並且不打算讓原型機成為有利可圖的商品。由於最初的《銀河遊戲》原型是在首個《電腦太空戰》原型發布幾個月後才向公眾展示，因此它被認為是第二款付費電子遊戲。
《銀河遊戲》大受歡迎，促使皮茨和塔克開始研究擴大原型。針對第二台機器，他們為遊戲機打造了一個完整的藍色玻璃纖維外殼，在機械工場的幫助下提升控制桿質素，並使用較新的顯示處理器改裝電腦，旨在支援在不同顯示器上同時運行四個遊戲。它們可以是多個同時進行的獨立遊戲，也可以是最多四個玩家在兩個螢幕上玩同一遊戲。皮茨和塔克還把PDP-11放在其中一個控制台內，而非單獨放置。雖然最初的計劃是在製作出原型機後努力降低開發成本，但遊戲的受歡迎程度說服了兩人，他們轉而專注於製造可以運行多個遊戲的更佳機器，以收回前期投資。1972年6月，新版本的《銀河遊戲》安裝在學生會大樓的咖啡館內，但礙於空間限制，它只得兩台顯示器。最初的《銀河遊戲》原型機曾於大學內多個地點展示，但反應均不如在學生會大樓般成功。當第二個原型機完成時，兩人已經在該項目上花費6.5萬美元，並且沒有可行方法用機器或廣泛發行的商業前景來彌補成本。皮茨後來解釋，指自己和塔克一直專注於解決在製作投幣版本所衍生的工程和技術挑戰，很少留意到項目的商業方面。他亦覺得《電腦太空戰》在商業上更成功，因為布殊內爾更關注其想法的商業面，而非技術面。

## 影響
第二台《銀河遊戲》原型機一直在特雷希德學生會大樓展出，但機器的顯示處理器日漸失靈，最終在1979年5月遭移走。展示期間原型機相當受歡迎，皮茨更稱：「當大學學期開始後，週五週六晚上經常會有10至20人在機器周圍聚集。」在機器被移走後，他亦聲言已經成功收回最初的投資。之後，機器遭拆解，電腦零件存放在辦公室，外殼則置於室外。1997年，大學方面翻新了原型機並重新製作顯示處理器，把它置於電腦科學系大樓作展品，且設有兩個控制台供學生免費使用。由於空間和維護問題，機器於2000年被移到加利福尼亞州山景城计算机历史博物馆，在關機狀態下展出。後來，皮茨希望機器可以再度運行和供人玩樂，於是與Google高級副總裁喬納森·羅森堡商談，後者曾於70年代中期被當時年僅13歲的皮茨和塔克僱用來清潔機器。2010年8月，博物館應皮茨的要求，把機器借給Google並放在總部Googleplex內。大約在2012年，機器所在的大樓徹底翻新，它再度回到博物館，不過是以可玩展品的身份。

## 備註
1. ↑  译名取自《数字游戏设计史》（2021年）[1]。

## 外部連結
- 1997年史丹福大學所收藏的《銀河遊戲》 （页面存档备份，存于）（英文）